# Roger Flores
Roger Flores (Rio de Janeiro, 17 augustus 1978) is een voormalig Braziliaanse voetballer, bekend onder zijn spelersnaam Roger.

## Biografie
Roger begon zijn carrière bij Fluminense in de donkerste periode van de club. Nadat de club een keer door de voetbalbond gered werd van degradatie volgde de degradatie dan toch een jaar later uit de Série A, gevolgd door een degradatie naar de Série C zelfs een jaar later. In de Série C was Roger een van de sterspelers die de club aan de titel hielp. In 2000 trok hij naar het Portugese Benfica, maar werd van 2001 tot 2002 weer aan Fluminense uitgeleend, waarmee hij in 2002 het Campeonato Carioca won. In 2005 ging hij voor Corinthians spelen en brak in oktober van dat jaar zijn been, waardoor hij de rest van het seizoen uitgeschakeld was, Corinthans won dat jaar de titel. In 2008 ging hij in Qatar spelen voor Qatar SC en later Al-Sailiya. Hij beëindigde zijn carrière bij Cruzeiro, waarmee hij nog het Campeonato Mineiro won in 2011.
Hij speelde in één vriendschappelijke interland, tegen Haïti en scoorde zelfs twee van de zes doelpunten, maar werd hierna nooit meer opgeroepen.
1 Helton ·
2 Baiano ·
3 Fábio Bilica ·
4 Álvaro ·
5 Marcos Paulo ·
6 Fábio Aurélio ·
7 Ronaldinho ·
8 Fabiano Pereira ·
9 Edu Schmidt ·
10 Alex  ·
11 Geovanni ·
12 Roger ·
13 André Luís ·
14 Lúcio ·
15 Mozart ·
16 Athirson ·
17 Lucas Severino ·
18 Fábio Costa ·
Coach: Vanderlei Luxemburgo